# Oscar Otte
Oscar Otte (n. 16 iulie 1993) este un jucător de tenis profesionist german. Cea mai bună clasare a sa la simplu este locul 37 mondial, la 20 iunie 2022, iar la dublu locul 161 mondial, la 15 mai 2017.
De când a devenit profesionist în 2011, Otte a câștigat 23 de titluri de simplu și dublu la ITF World Tennis Tour și șapte la ATP Challenger Tour. După câțiva ani în care nu a reușit să se califice la majoritatea turneelor de Grand Slam, în 2021 a intrat pe trei tablouri principale consecutive și a arătat cea mai bună performanță la un turneu de Grand Slam la US Open 2021, unde l-a învins pe capul de serie nr.20 Lorenzo Sonego în prima rundă și în cele din urmă a ajuns în runda a patra. În ianuarie 2022, și-a făcut debutul în top 100 în clasamentul de simplu și a ajuns în top 50 cinci luni mai târziu, după prima semifinală ATP 500 din carieră la Halle Open 2022.